# Ликвидиране на еничарския корпус
Ликвидирането на еничарския корпус, който през цялата история на Османската империя играе ролята на преторианска гвардия, е първата и основна задача на управлението на султана Махмуд II в периода между 1808 – 1826 г.
Веднага след ликвидирането на еничарския корпус, последвала Акерманска конвенция и Руско-турска война (1828-1829), в която започналата да се реформира Османска империя претърпяла съкрушително поражение.

## Събития
В този период на поста велик везир се изреждат 13 паши. Мехмед Селим паша (1824 – 1828) е този който изпълнява повелята на султана, и поема риска от ликвидирането на еничарството. Опасността за намислените от султан Махмуд II т.нар. реформи в Османската империя през XIX век е изцяло от военните, а това в случая са еничарите. Предходното управление на Махмуд II е белязано от перманентни бунтове на еничарите.
Еничарският корпус е унищожен чрез масово клане през 1826 г. Преди това новата централна османска власт предприема редица обходни стъпки за да тушира последиците от този акт. В ход са пуснати слухове, че еничарите се занимават като евреите с лихварство, изнудване, грабежи и сводничество. Отделно от това, те са обвинени в лентяйство по кафенетата и механите и са нарочени за виновни за военните неуспехи на Османската империя през последните 50 години.
През 1826 г. Махмуд II решава да реализира плана си и пристъпва към унищожението на корпуса. Този ден става известен от османските анали още като „Денят на благополучието“. За целта е създаден нов наемен армейски корпус по западен, т.е. френски революционен образец, който е изключително отричан и мразен от еничарите. Преди това били изпратени в запаса и пенсионирани водещи еничари. Били вкарани и „троянски коне“ в корпуса с цел свеждане на надеждна информация за еничарските намерения към новата османска власт със султан – еничарския кетхюда Хасан ага и началника на снабдяването Ибрахим ага.
На свикания от Мехмед Селим Паша Диван на 25 май 1826 г., е размахано пред най-важните еничарски аги ирадето (указа) на султана за преустройството на османската армия по западен, т.е. френски революционен образец. Във възванието на султана се посочва, че новата войска ще бъде възпитавана по канона на ортодоксията, а бекташийският суфийски орден, който е патрон на корпуса и който е пуснал корени с идеите си в него, ще бъде забранен. В края на мероприятието шейхюлислямът прочита и своя фетва, в която корпусът е заклеймен като вреден и опасен не само за Османската империя, но и за духовността и институциите ѝ. С иридето се и заповядва набиране и сформиране на нова наборна султанска армия състояща се само от мюсюлмани, като за неин командир е избран силовият министър и началник на митницата Ибрахим Сеид ефенди (този корпус вече е сформиран като наемен, само че тайно от еничарските аги). Първият набор се състои от 5000 души, които са облечени в нови униформи с фесове на главите. Този на практика наемен обаче набор е незабавно въоръжен с модерно стрелково оръжие, в т.ч. и с артилерийски топове по последна мода.
На 15 юни 1826 г. еничарите издигат знамето на бунта, нападайки конака на еничарския ага Мехмеджи ага, който е предал интересите им. Опозицията на еничарския бунт се събира в двореца „Бейлербей“. Шейхюлислямът, кетхюдата Ага Хюсеин Паша и Махмуд Паша събират „опълчение“ (в действителност това били предварително набраните наемници) в района на „Ялъ Кьошк“. Падишахът и първият османски министър дават заповед за атака срещу бунтуващите се еничари и назначават за командири на опълчението Ага Хюсеин Паша и Мехмед Паша. Мехмед Паша и Ибрахим ага с предварително наетите „наборници“ открили артилерийски огън по разбунтувалите се еничари и сринали къщите им със земята, като в сблъсъка загинали около 1000 еничари. През следващите няколко дена в щаба на „опълченците“ били докарвани на групи заловени еничари, които бивали екзекутирани незабавно на място. Спасилите се от кървавото клане еничари потърсили сигурност в близката Белградска гора, но хората на султана ги обградили там и като подпалили растителността от всички страни ги изгорили живи.
За назидание, както и за прокламирането на новия османски ред, последван от реформи, останалите живи участници в еничарския бунт били обесени публично. Последните 200 еничари били удушени, а телата им хвърлени в масов гроб.